# Meranoplus siamensis
Meranoplus siamensis (лат.) — вид мелких муравьёв рода Meranoplus из подсемейства Myrmicinae (Formicidae). Эндемик Таиланда.

## Распространение и экология
Юго-Восточная Азия: Таиланд (провинции Утхайтхани, Чонбури, Накхонратчасима, Канчанабури). Этот вид встречается в сухих вечнозелёных и сухих диптерокарповых лесах. Экземпляры, собранные в северо-восточном Таиланде, гнездились в почве. Рабочие медленно передвигались по земле.

## Описание
Длина рабочих муравьёв 2,56—2,82 мм, длина головы 0,60—0,65 мм (ширина 0,63—0,66 мм). Основная окраска тела красновато-коричневая; мандибулы, усики, ноги и кончик брюшка желтовато-коричневые. Скапус усика короткий, достигает уровня заднего края сложных глаз, вершинная половина вдавлена; антеннальный сегмент II тонкий, длиннее каждого из сегментов III—VI, и почти такой же длины, как III+IV+V; сегмент VI шире каждого из сегментов II—V. Клипеус субпрямоугольный, короче ширины, передний край слабо вогнут медиально, задний край наличника почти прямой. Мандибулы субтреугольные, жевательный край с 4 зубцами. Сложные глаза крупные и выпуклые при виде анфас, расположены латерально и далеко позади середины длины головы, с 8 или 9 омматидиями по длинной оси, каждая грань шестиугольная. Лобные доли широкие, их передние углы под прямым углом, а латеральный край почти прямой. Лобные кили длинные, достигают заднелатеральных углов головы. Усики 9-члениковые с булавой из 3 вершинных члеников. Проподеум с двумя короткими шипиками. Стебелёк между грудью и брюшком состоит из двух члеников: петиолюса и постпетиолюса (последний чётко отделён от брюшка). Постпетиоль в профиль субквадратный; при дорсальном виде постпетиоль окаймлён отчётливым гребнем. Вид был впервые описан в 2024 году по рабочим особям (самцы и самки остаются неизвестными).

## Этимология
Видовое название дано в честь Таиланда, где находится типовое местонахождение; в прошлом Таиланд назывался «Сиам».